# Escola de Aprendizes-Marinheiros de Pernambuco
A Escola de Aprendizes-Marinheiros de Pernambuco (EAMPE) é uma instituição militar da Marinha do Brasil, cujo propósito principal é a formação técnica e militar de Aprendizes-Marinheiros para o Corpo de Praças da Armada (CPA), à servir a Marinha brasileira.

## História
Deu-se a criação da escola com a criação da 1ª COMPANHIA DE APRENDIZES-MARINHEIROS, por intermédio da Lei n.º 148, sob o auspício de Antônio Francisco de Paula Hollanda Cavalcante de Albuquerque, o Visconde de Albuquerque. Após dezessete anos de sua criação, o então Imperador D. Pedro II, decreta em 1857; a criação da Escola de Aprendizes-Marinheiros de Pernambuco, elevando assim a instituição ao nível de Escola.

### Transferências
Ao decorrer dos anos, a escola foi transferida para diversas localidades, tendo de início sua sede no navio Brigue "Cearense", donde foi realizado sua primeira inspeção de instalações pelo próprio Imperador D. Pedro II. Posteriormente, a escola foi instalada em um dos telheiros do antigo Arsenal de Marinha do Recife, no Vapor Misto "Recife" e então no prédio onde atualmente funciona a Capitania dos Portos de Pernambuco.
Diante de sua notória capacidade e importância para Marinha. Em 1948, a escola é transferida para a então cidade de Olinda; cujo esta é a sua atual sede.

### Participações em Guerras
A escola teve sua presença nas principais guerras no estrangeiro do Brasil, cujos homens participaram. Dentre elas a Guerra do Paraguai, Primeira Guerra Mundial nos navios da Divisão Naval em Operações de Guerra (DNOG) e na Segunda Guerra Mundial em navios escolta de comboio.